# Château de Nantouillet
Le château de Nantouillet est un château de type Renaissance, édifié dans les années 1520 sur Nantouillet en Seine-et-Marne.

Son commanditaire est Antoine Duprat, le seigneur du lieu, grand chancelier du roi François Ier.
Le château est intégré dans une enceinte aux tours massives, entourée de larges fossés.

Un portail monumental, avec un pont levis aujourd'hui disparu, permet l'accès à la cour d'honneur où se trouvent le corps de logis et, plus loin, le jardin.
La construction subsiste encore de nos jours. L'édifice a été classé monument historique dans la seconde moitié du XIXe siècle. Malgré cela, son état général est assez dégradé ; il mériterait une restauration conséquente.

## Localisation
Le château est situé à Nantouillet, au nord-ouest du département de Seine-et-Marne, en Ile de France.

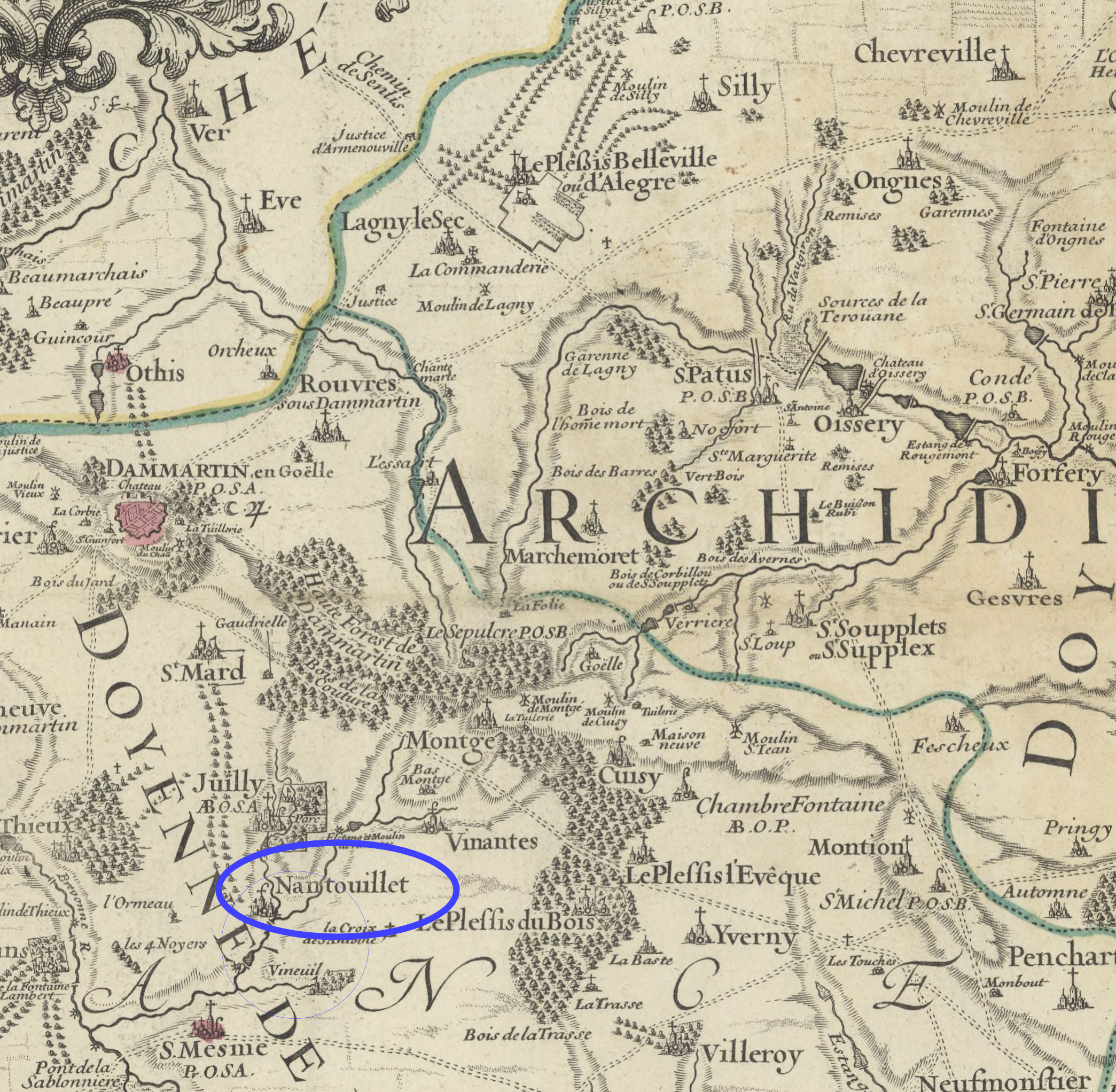
Les environs de Nantouillet sur un extrait d'une carte de Chevallier (1717).

Ce petit coin de l'ancien pays de France est riche en lieux chargés d'histoire :

Nantouillet est situé au nord-ouest de Meaux, à 8 km au nord de Claye-Souilly (non représenté sur la carte ci-dessus).
Dans l'environnement immédiat du village, à moins de 3 km se trouvent :
- Thieux, à l'ouest, qui a subi les affres des guerres de religion, comme Nantouillet, à la fin du XVIe siècle ;
- Juilly, au nord, avec son abbaye où des seigneurs de Nantouillet ont été enterrés.

Plus loin, vers le nord :
- Dammartin-en-Goële, comté des de Chavannes avec lesquels les Duprat firent alliance familiale ;
- le Plessis-Belleville célèbre pour son ancien château et ses illustres résidents.

Au nord-est, Oissery, seigneurie de la branche ainée de la maison des Barres avec laquelle les Duprat firent aussi alliance familiale.
À Nantouillet, le château est situé au cœur du village, sur un petit promontoire naturel.

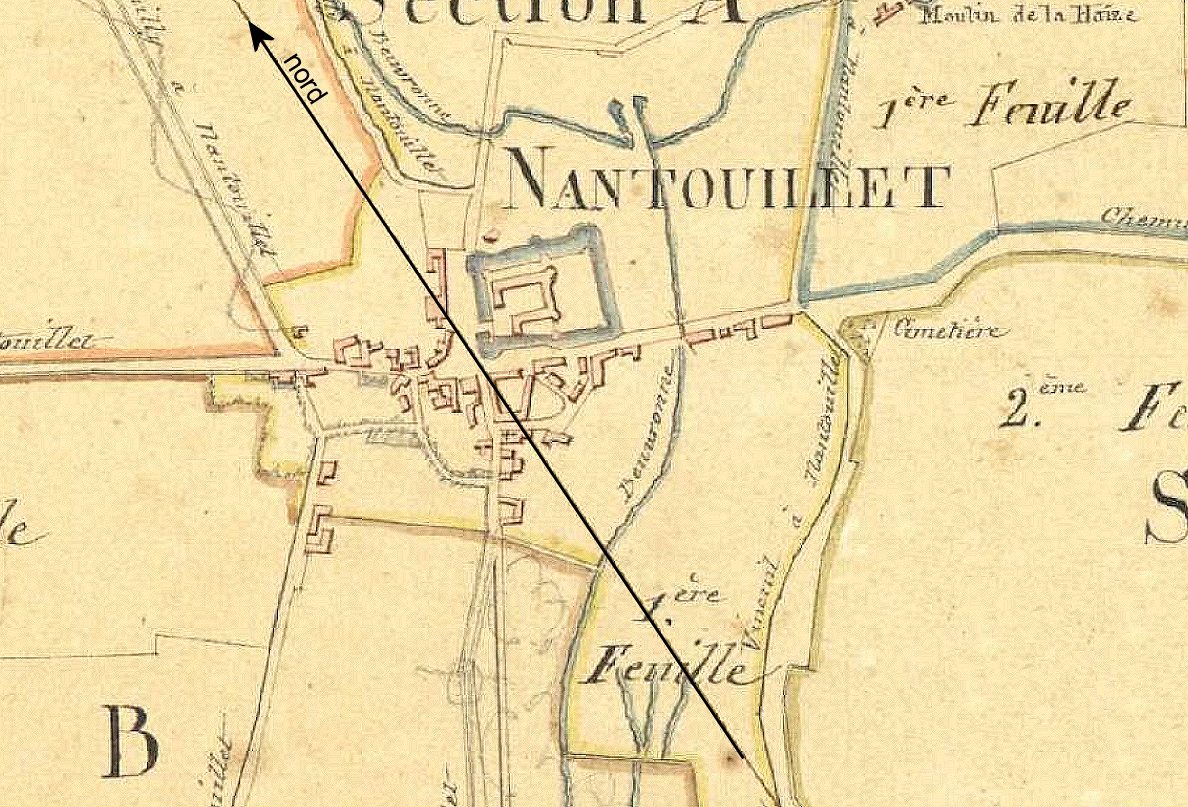
Localisation du château dans le village, plan de 1808.

## Historique

### Aux origines
Nantouillet est mentionné dans les archives dès la fin du XIe siècle. La seigneurie relevait du comté de Dammartin. Parmi les seigneurs, on peut citer :
- un sire de Nantouillet, qui participe à la première croisade (1096-1099)[2];
- Gérard de Nantouillet, qui donne, vers 1188, le champart de Nogeon (sur Réez-Fosse-Martin) au prieuré de Fontaines-les-Nonnes[3].
- Jean de Nantouillet (1205, 1207) et Guillaume (1265), probables chevaliers et seigneurs du lieu[N 3] ;
- de 1269, il subsiste une charte appendue d'un fragment de sceau marqué « MARIE = FAM = » Sur le parchemin il est indiqué le nom de « Marie, dame de Nantouillet, épouse de Jean de Nantouillet » ;
- en 1392, au célèbre bal des ardents, donné en l'honneur du roi Charles VI, quatre seigneurs périssent brûlés vifs ; seuls, le roi et Ogier de Nantouillet seront sauvés[4].

La base numérique des sceaux conservés en France comporte sept sceaux pour « Nantouillet » dont celui de Marie cité plus haut. On y apprend par exemple que les armes de Henri de Nantouillet (1270) sont « Un losangé au franc canton dextre, le tout brisé d'un lambel de cinq pendants. », et aussi, qu'en 1381, « messire Jehan de Nantouillet, [est] chevalier et seigneur de Juilly. » etc.

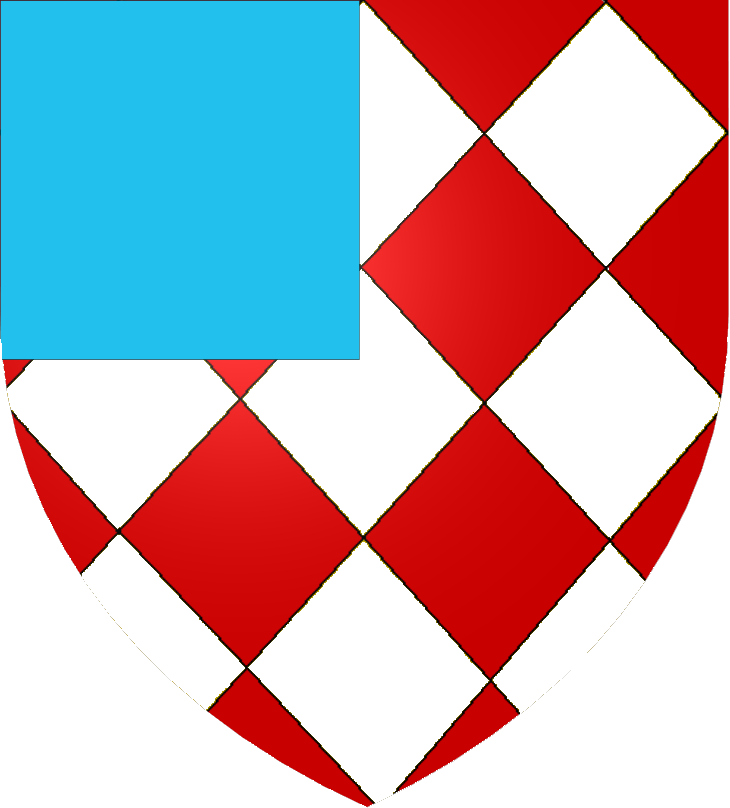
Armes des sires de Nantouillet.
Armes de la maison de Melun.

Plus tard, vers 1430, Nantouillet reviendra, par alliance, à la maison de Melun. À l'origine, Philippe de Melun, seigneur de la Borde-le-Vicomte, épouse Nicole (ou Jeanne), Dame de Nantouillet. Ils auront trois fils :
- Charles, héritier de Nantouillet. Décapité pour mauvaise conduite sous Louis XI, ses biens, après confiscation, reviendront, après restitution familiale, à son frère Antoine ;
- Louis de Melun, est évêque de Meaux en 1474-1475. Il meurt en 1483 à Germigny-l'Évêque ;
- Antoine sera donc seigneur de Nantouillet ; il est enterré dans l'église du village[7],[8].

Il est pratiquement certain que la maison de Melun ait été propriétaire d'un château fort sur Nantouillet.

Mais de cette demeure seigneuriale, pas de trace au sol ou de vestiges dans les environs du futur château. Il est donc supposé que cette bâtisse ait été rasée pour construire, en superposition partielle, la résidence d'Antoine Duprat, dans les années 1520.

### Le château duXVIesiècle
C'est Antoine Duprat (1463-1535) qui fait construire le château, au début du XVIe siècle, dans le style de l'époque. Les bâtiments principaux sont encore visibles aujourd'hui.

#### Antoine Duprat
À l'époque de la construction du château, vers 1520, Duprat est le personnage le plus important du royaume après le roi François Ier.

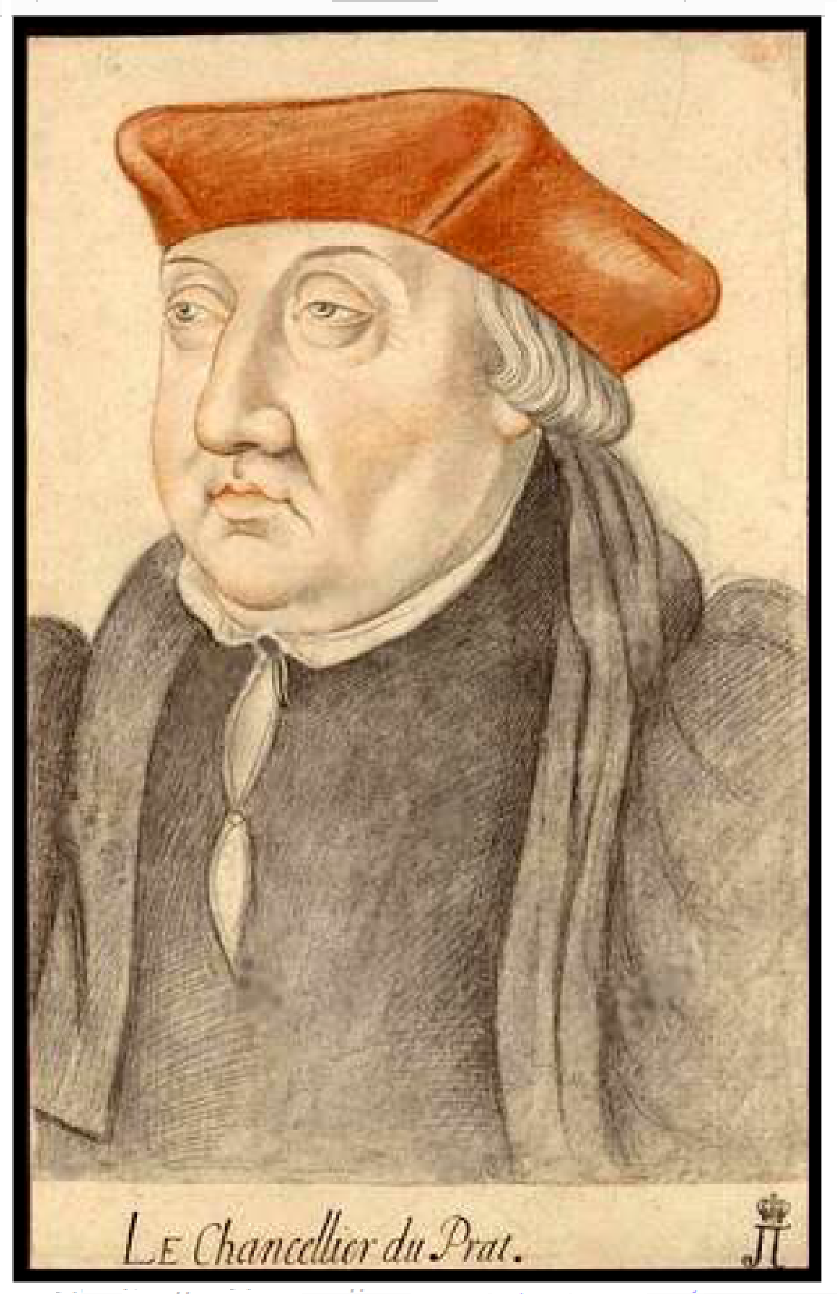
Antoine Duprat, grand chancelier du roi.
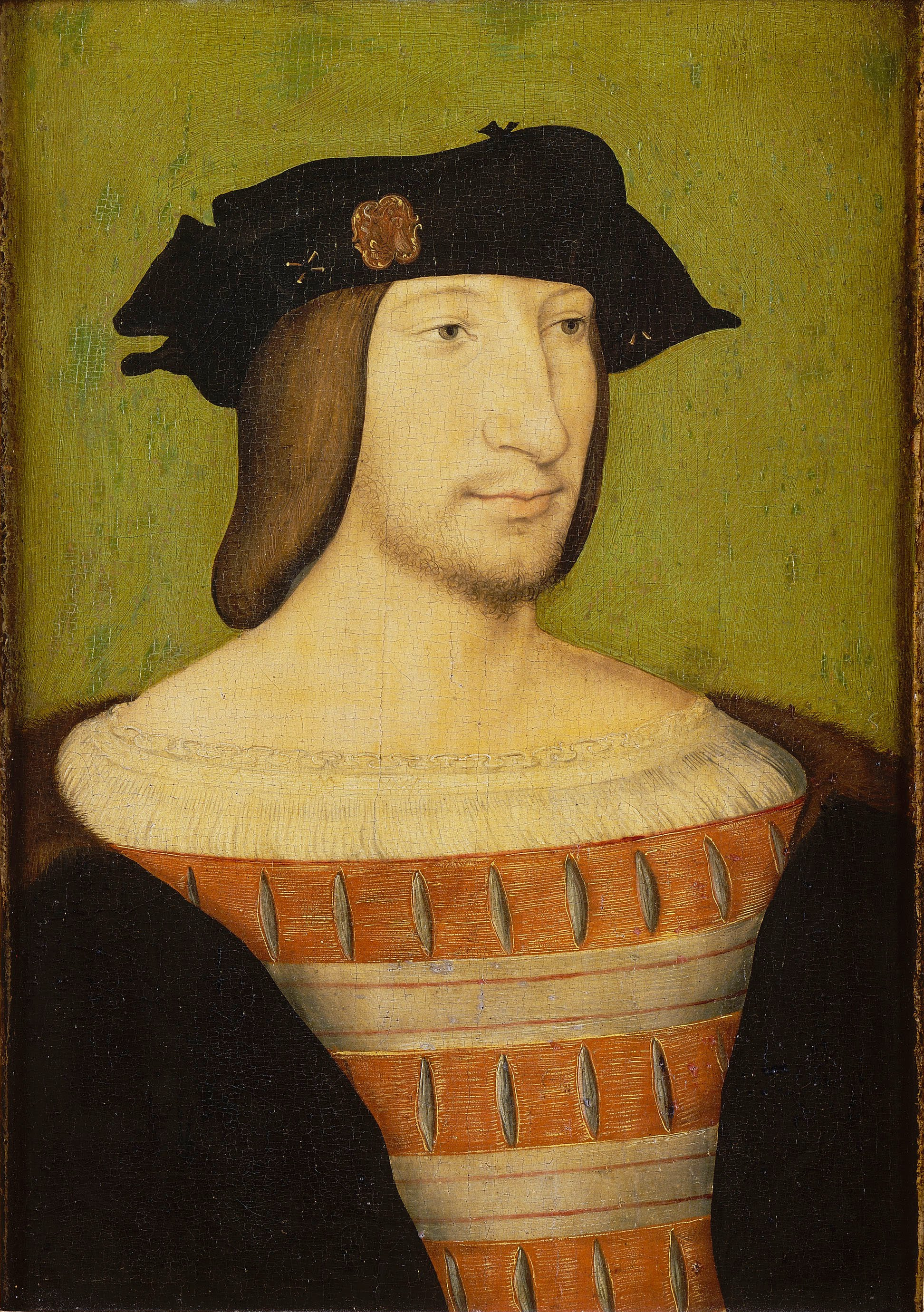
François Ier, roi de France en 1515.
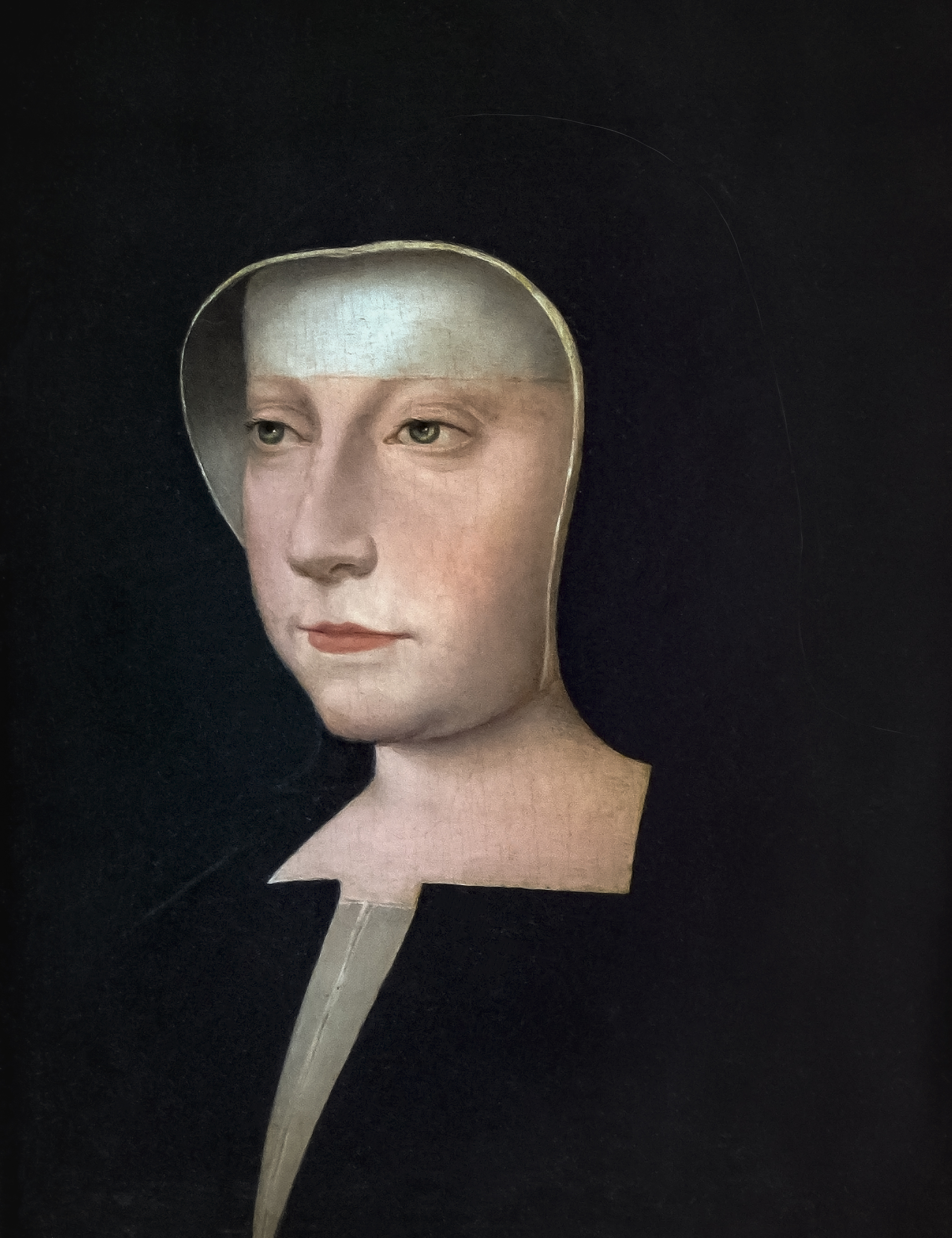
Louise de Savoie, mère de François Ier.

Né en 1463, d'une riche famille commerçante d'Auvergne, il devient lieutenant-général de bailliage sous Charles VIII, puis maître des requêtes… et pour finir premier président du Parlement de Paris en 1508.

Sous Louis XII, en 1510, le roi lui demande de s'occuper de l'éducation du fils de Louise de Savoie, le futur François Ier qui n'est encore que duc de Valois.

Après la mort de Louis XII, le 1er janvier 1515, le jeune roi, François Ier, âgé de vingt ans, conseillé par sa mère, nomme Duprat principal ministre et chancelier de France.

Cette même année, Duprat accompagne François Ier en Italie. Après la célèbre bataille de Marignan, il est nommé par le roi, chancelier du duché de Milan.
Veuf depuis 1507, il décide d'embrasser l'état ecclésiastique en 1517 ; il deviendra cardinal en 1527.
Dès avant 1520, Antoine Duprat réside déjà à Nantouillet. On en a plusieurs témoignages :
- c'est probablement en 1516-1517 qu'il acquiert en partie la terre et la seigneurie de Nantouillet[10],[N 5],[11].
- il fait allégeance aux comtes de Dammartin en 1517 et entreprend le terrier de la seigneurie en 1518.
- des lettres de François Ier datant de cette époque lui sont adressées. En 1521, elles autorisent le fait que deux foires annuelles et un marché hebdomadaire puissent se tenir sur la paroisse[12].

Armes d'Antoine Duprat

#### Le château au temps de Duprat (1520-1535)
La nouvelle construction est probablement réalisée sur les vestiges de l'ancienne forteresse médiévale.

Lors de son séjour en Italie, Antoine Duprat s'est imprégné de l'architecture de la Renaissance italienne. Il va la restituer dans la réalisation de sa nouvelle résidence. Le château, de style Louis XII tardif, qui allie architecture féodale et Renaissance, est un des seuls châteaux de ce type dans la région Île-de-France.

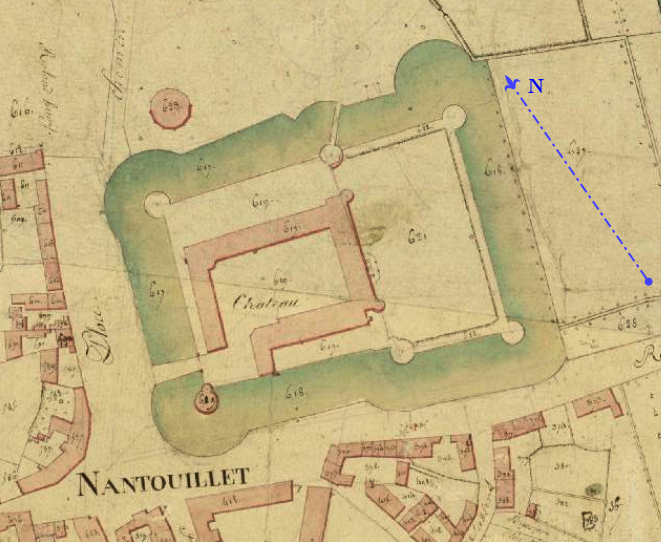
Plan du château, cadastre napoléonien, 1808.

Sur le plan du cadastre napoléonien de 1808, on devine parfaitement l'implantation du château.

Elle est constituée d'une enceinte ayant quatre grosses tours d'angle et, deux autres, secondaires (et postérieures ?), vers les jardins.

Cette enceinte est entourée de larges fossés de protection. La surface au sol, fossés compris, est de l'ordre de 15 000 m2.

Le corps de logis, de proportions restreintes pour un homme de son rang, enveloppe la cour d'honneur. Sa plus belle façade, orientée, donne sur les jardins.
Le début des travaux date vraisemblablement de 1519-1520 : sur l'embrasement sculpté d'une fenêtre, côté jardin, on y lisait, en 1867 et encore aujourd'hui, le millésime « 1521 » étayant cette hypothèse.

« Cette maison des champs », comme le dit Claude Sauvageot, est rapidement habitable. Elle reçoit « Le jeune roi François Ier, [qui] ne dédaigne pas d’y venir souvent conférer avec son ministre, des affaires de I’État. »
En 1532, le roi et son chancelier y signent même une « ordonnance réglant le cours des monnaies dans le royaume ». En cette occasion, le souverain et sa Cour ont passé plusieurs jours au château.

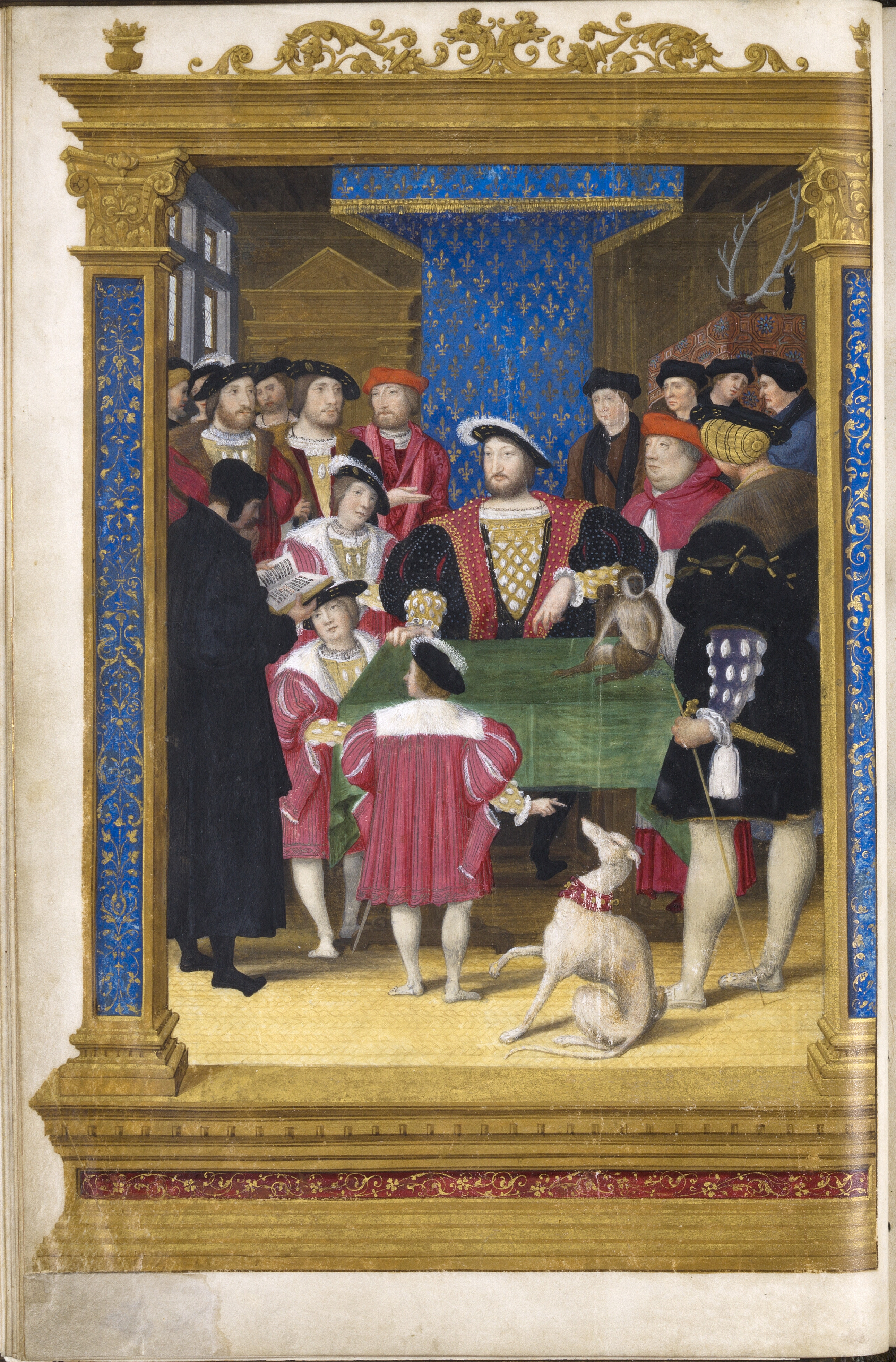
François Ier, avec Antoine Duprat à sa gauche, 1534.

C'est à Nantouillet qu'Antoine Duprat meurt en 1535. La « fin des travaux » du château n'interviendra que bien plus tard, si tant est qu'on puisse dire que ces travaux ont été terminés.

#### Après Antoine Duprat
Nantouillet restera dans la famille des Duprat jusqu'aux années 1775-1777, soit environ deux-cent-cinquante ans après la fin de la construction du château du cardinal-chancelier Antoine II Duprat.
Les travaux du château se poursuivent sous le fils du chancelier, dit Antoine III († 1557) puis sous Antoine IV († 1589) : en 1548, un contrat est signé pour les « couronnements » ; en 1562, des ardoises remplacent les tuiles provisoires qui couvraient les toitures ; en 1566 et 1588, sont notés des travaux de reprise de maçonnerie».
Durant cette période, Nantouillet et dans une moindre mesure son château ont à subir les affres des guerres de Religion.

Dès 1565, les « Bourguignons s'espendirent en divers lieux dont Nantouillet et y firent plusieurs exploits. »

Antoine IV Duprat — petit-fils du cardinal —, charge alors un capitaine-gouverneur de défendre la place.

En 1590, en l'absence de ce dernier en mission à l'étranger, les Ligueurs prennent le château et pillent le village. Le capitaine-gouverneur du moment n'était autre que Jacques Auguste de Thou, membre de la famille Duprat par alliance, connu pour sa préparation de l'Édit de Nantes en 1598. Homme de lettres et historien, plutôt qu'homme de guerre, il écrira de nombreux ouvrages dont une biographie de Montaigne (1533-1592). La présence de ce dernier est attestée, dans ces années-là (1588), chez les Duprat, à Nantouillet.

En ce qui concerne le château, Henri IV, fera renforcer les fortifications qui n'avaient pu contenir les envahisseurs du moment.
Le château de Nantouillet est alors considéré comme une place sûre.

Sous Louis XIV, pendant la Fronde, un conseiller du Roi et valet de chambre de la Reine, Jacques de Laval, s'y réfugie et y meurt.
Après avoir appartenu à la famille Duprat, la seigneurie est vendue, en 1753, à un dénommé Lallement qui prend le titre de comte de Nantouillet. Le château, tombant en vétusté, le corps de logis est alors utilisé comme bâtiment de ferme. Des travaux y sont entrepris visant à améliorer la fonctionnalité agricole.
À la Révolution, la seigneurie est confisquée et passe entre différentes mains ; elle sera vendue en 1807 à Jacques-Robert Delalande. Le château restera chez ses héritiers au moins jusqu'en 1898.

En 1816, d'après Claude Sauvageot, une aile du château est en partie démolie pour en tirer des matériaux nécessaires à la construction d'un manoir du nouveau marquis de Nantouillet.

En 1867, le château, qui appartient toujours aux héritiers Delalande, est à usage de ferme et d'exploitation agricole. C'est son propriétaire, Brière Valigny qui donne à Sauvageot l'autorisation de dessiner et publier sur le château de Nantouillet, sa propriété.

En 1898, le château appartient à Mme Roussel, née Brière-Valigny.

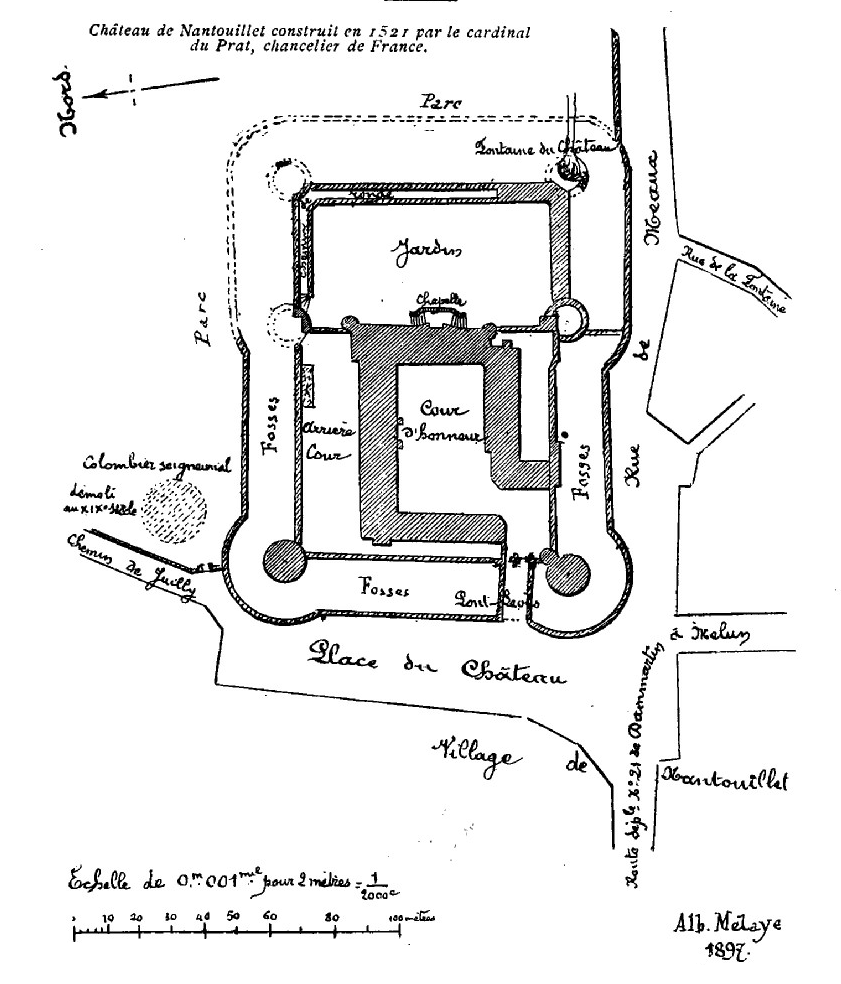
Plan du château, en l'état, en 1897.

## Description
Cette description s'appuie sur le dossier iconographique de Sauvageot publié en 1867. Depuis, quelques restaurations ont été effectuées, mais elles n'ont pas transformé profondément l'édifice.

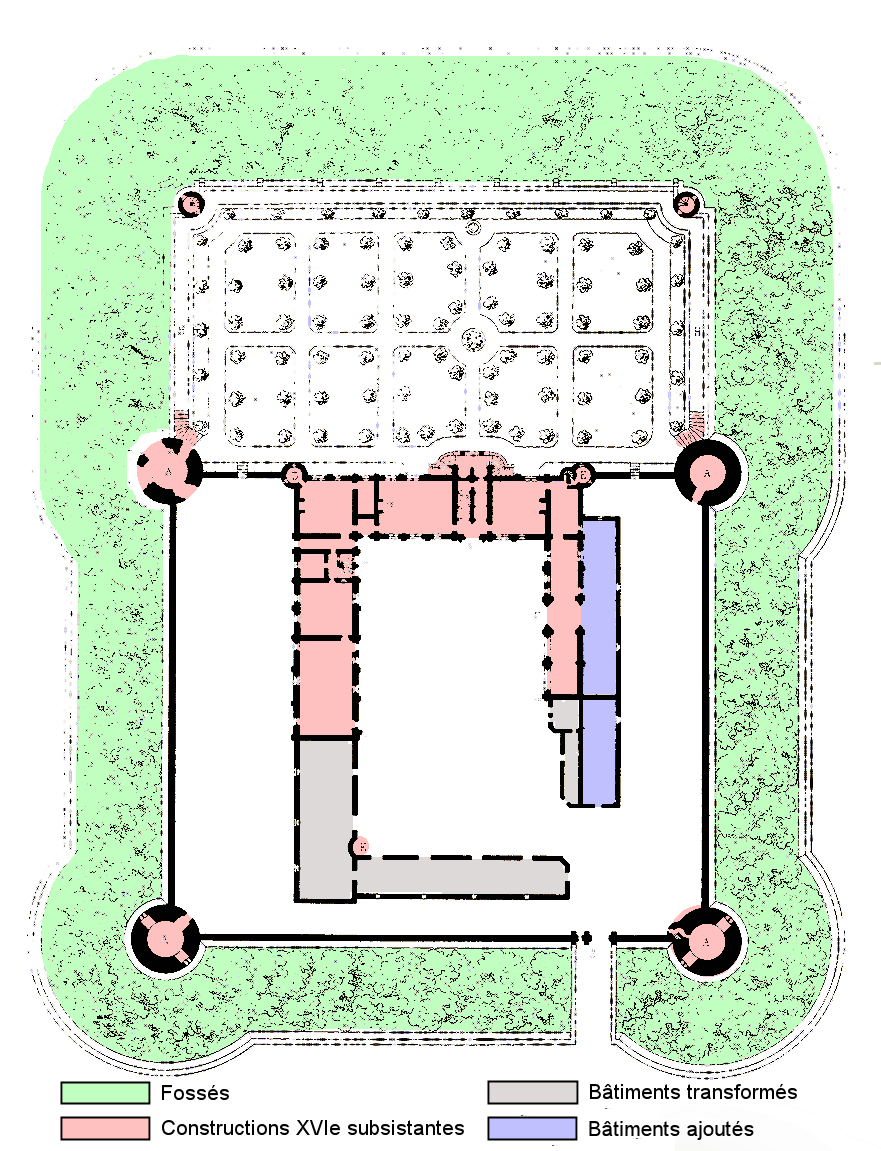
Plan du château d'après Sauvageot, 1867.

De style Louis XII tardif, le château associe deux architectures différentes : une architecture médiévale qui correspond à l'enceinte avec ses tours d'angles et ses fossés d'une part et, d'autre part, une architecture de type Renaissance qui s'exprime à travers le portail, le corps de logis et l'espace des jardins.

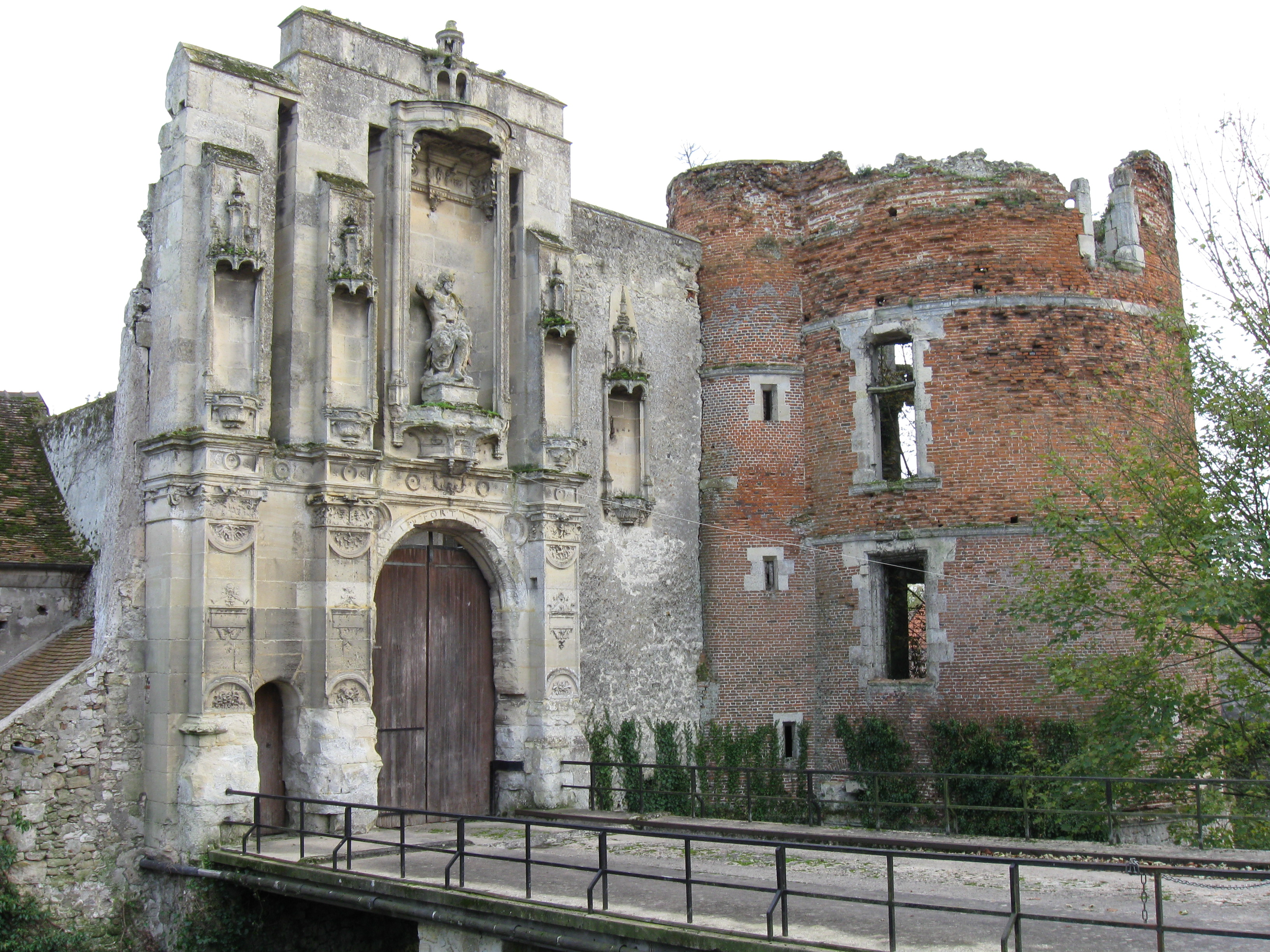
Entrée du château de style Louis XII.

### L'enceinte

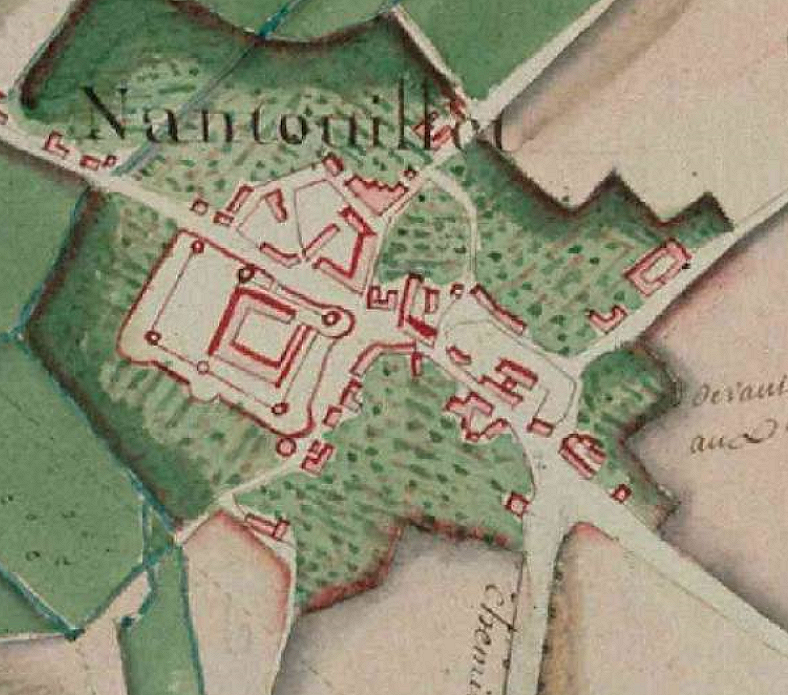
Plan de 1783, avec le pigeonnier hors murs.

Il reste peu de vestiges du mur d'enceinte, mais l'emplacement des tours apparait encore sur un plan de 1783.

Parmi les trois tours encore visibles, la principale, près de l'entrée est la plus imposante. Elle est habillée de briques et percée de grandes fenêtres à meneaux (voir supra).

Les larges fossés, possiblement en eaux au XVIe siècle ? ont été partiellement comblés.

Au-delà des fossés, au nord, existait un imposant pigeonnier. Encore visible sur les cartes anciennes, il a été détruit au XIXe siècle.

### L'entrée
Située au sud-ouest de la place, près de la tour principale, elle est constituée d'un pont dormant et d'un portail monumental (voir supra).

Ce portail, en forme de portique, est de style Renaissance. Il est percé d'une porte cochère et d'une porte piétonne. À l'origine existait un pont-levis ; on voit encore au-dessus des deux portes les trois longues saignées destinées à l'ouverture des ponts avec, dans les pierres de leur partie basse, des traces d'usure dues au système de manœuvre.

De part et d'autre des portes, des contreforts ornés de pilastres richement décorés supportent un linteau sculpté portant des niches aujourd'hui dépourvues de statues sauf le dais central qui abrite la statue mutilée de Jupiter tonnant, assis sur un globe, avec un aigle à ses pieds.

Au-dessus du porche central, subsiste encore la devise latine « Virtuti fortuna vincit », « la fortune seconde la vertu », ; au-dessus du Jupiter, dans la frise de l'entablement, entre des médaillons, les trèfles de ses armoiries.

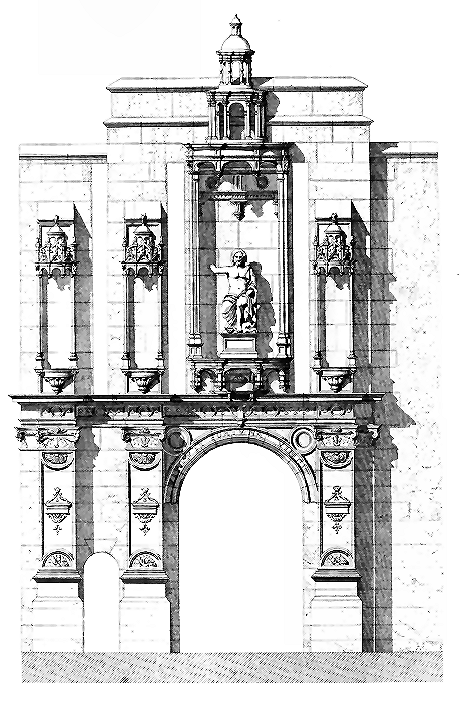
Dessin du portail, C. Sauvageot, 1867.
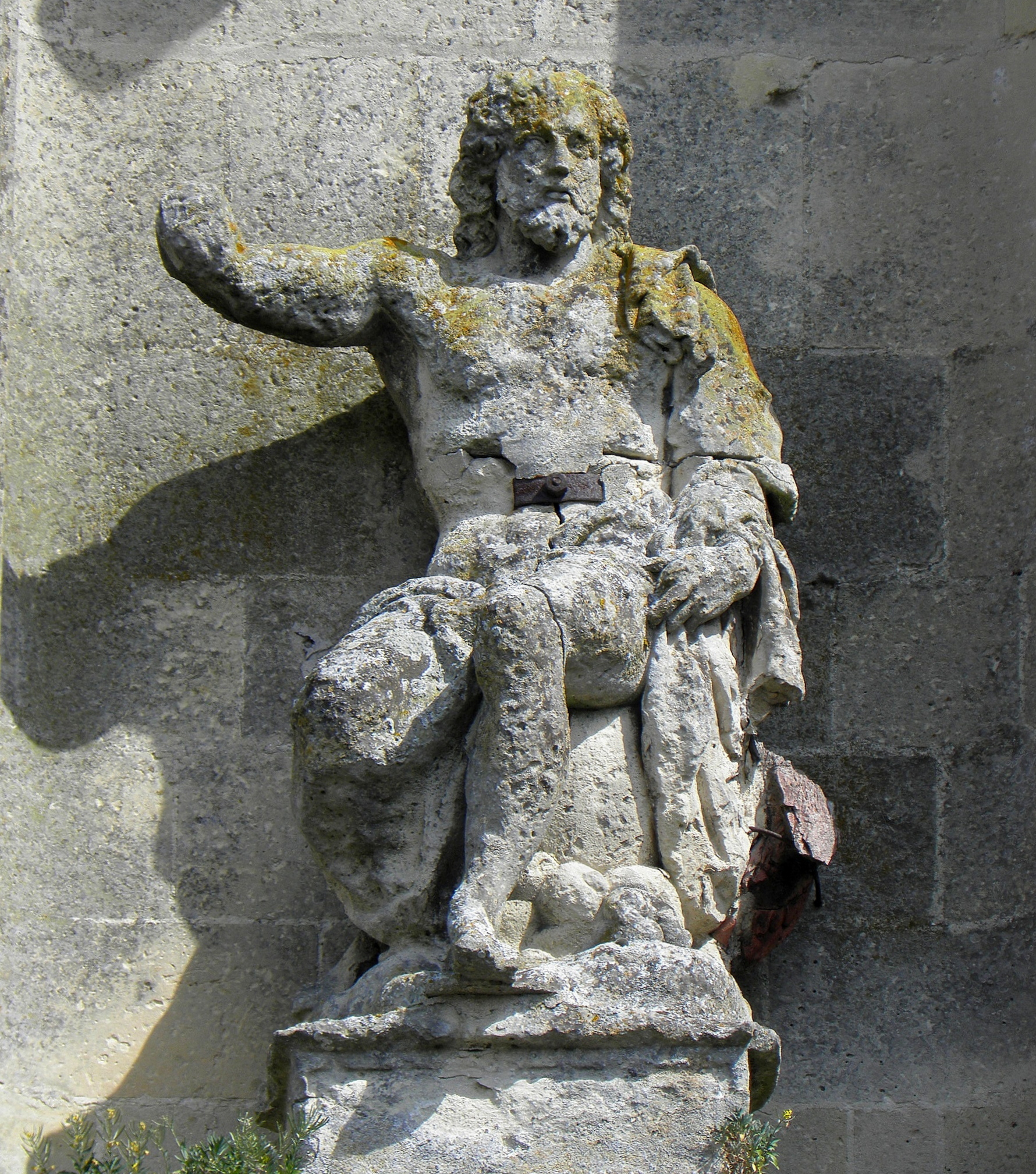
Statue de Jupiter, état actuel.
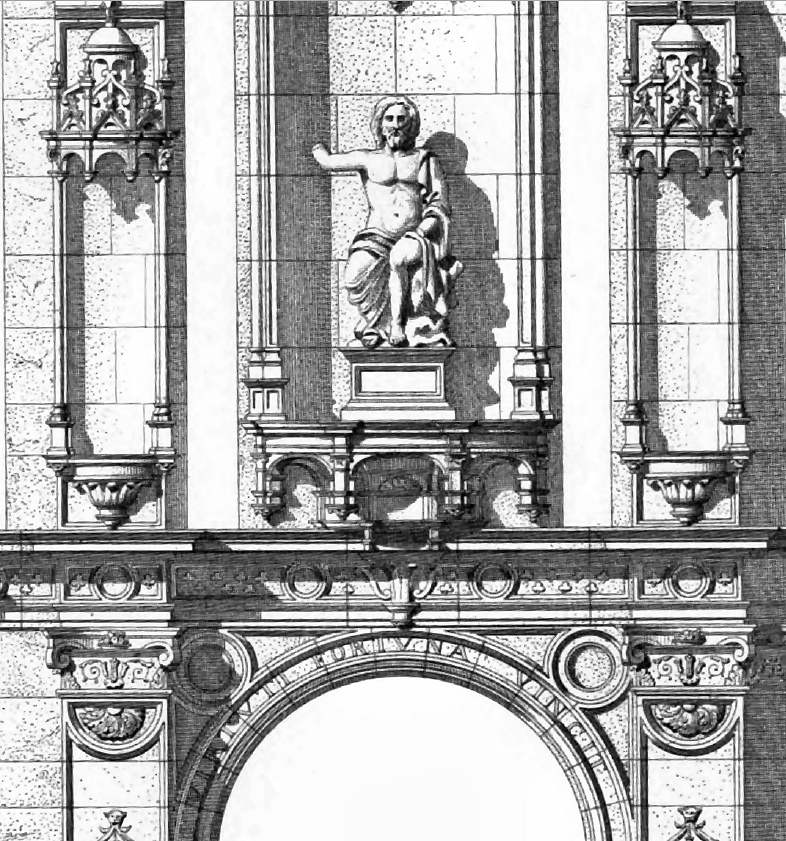
Statue de Jupiter et devise, 1867.

### Les cours
Après avoir franchi l'entrée monumentale, on arrive sur la gauche dans la grande cour centrale telle qu'elle était en 1867.

Mais à l'origine, au XVIe siècle, cette cour était divisée en deux parties :
- la première, la cour des écuries ou basse-cour, près de l'entrée, donnait sur les écuries (en jaune sur le plan) et les bâtiments à usage agricole : pièces, chambres des communs, greniers, etc. ;
- La seconde, la cour d'honneur donnait accès au corps de logis. Pour y parvenir, il fallait suivre l'enceinte, traverser le « pavillon du portail » aujourd'hui disparu, longer l'aile méridionale du logis et passer par la porte d'honneur. À l'époque des Duprat, le corps de logis comprenait une aile en portique surmontée d'une terrasse qui masquait la basse-cour ; plus tard, cette aile a disparu, à la suite des nombreuses transformations à usage agricole.

Pour information, une « cour de derrière ou cour du puits » se trouvait au nord des bâtiments.

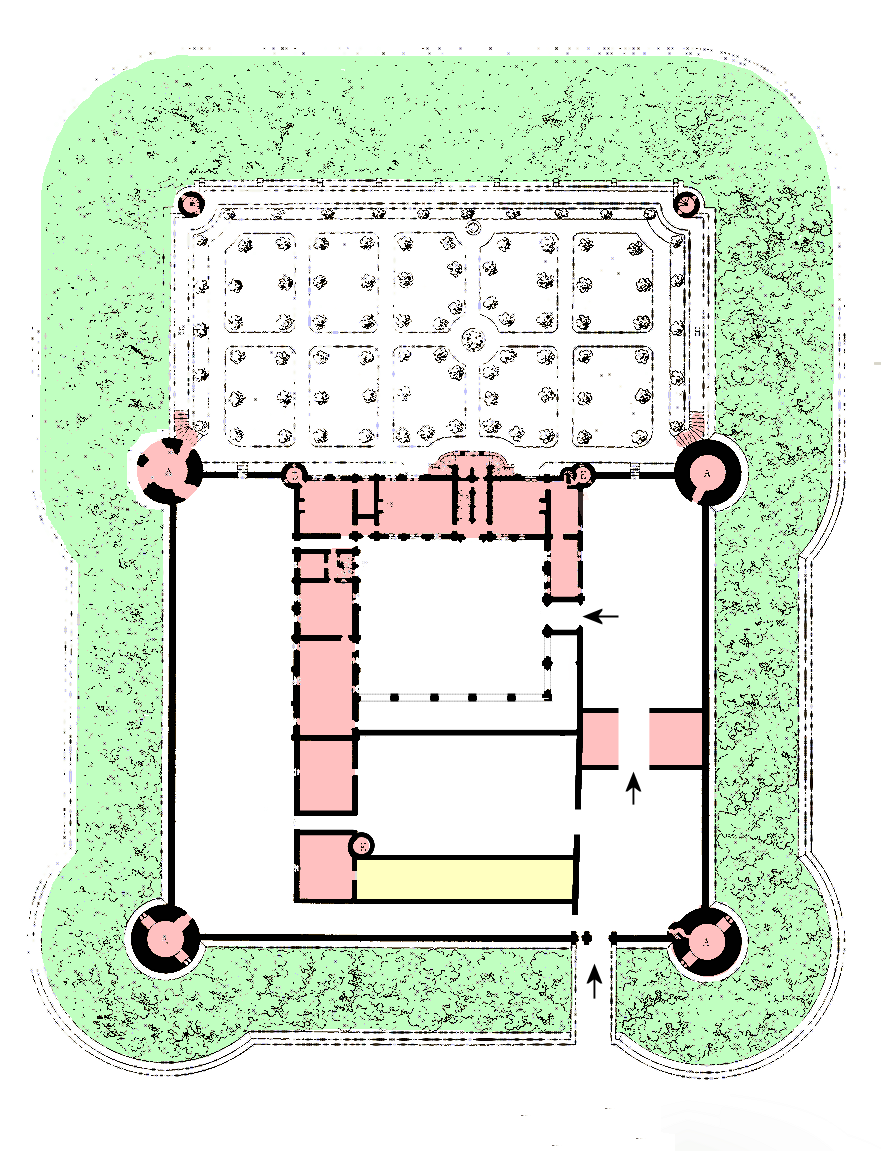
Plan simplifié supposé du château, avec les bâtiments du rez-de-chaussée, vers 1535, d'après Flaminia Bardati.

### Le corps de logis
Il est composé des trois ailes disposées autour de la cour d'honneur qui subsistent encore aujourd'hui : l'aile centrale du logis principal, qui a une belle façade sur les jardins à l'est ; l'aile nord à usage de commun ; l'aile sud où se trouve le porche débouchant sur la cour d'honneur.

Corps de logis, vu de la cour d'honneur, vers 1900
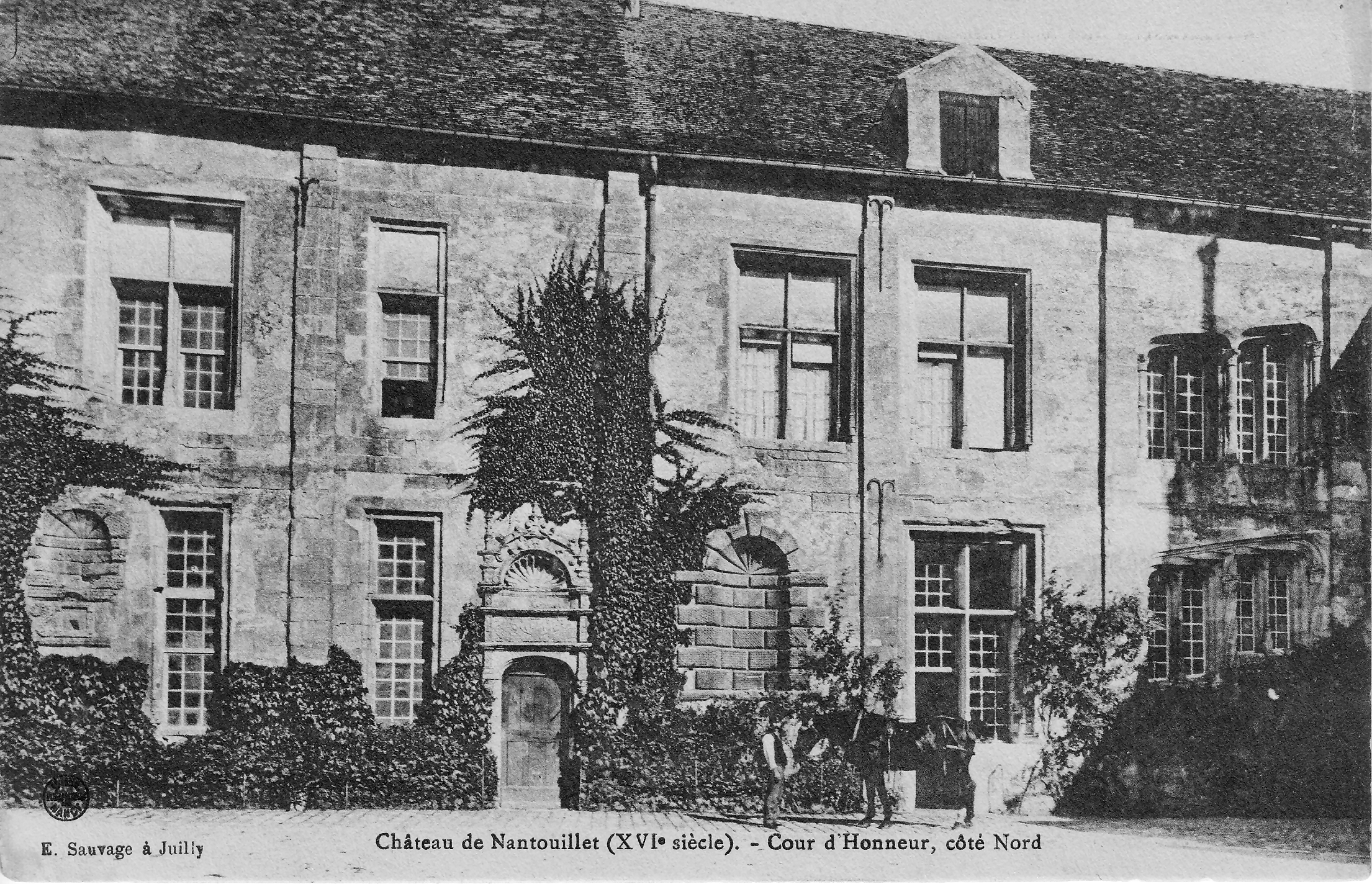
Aile nord.
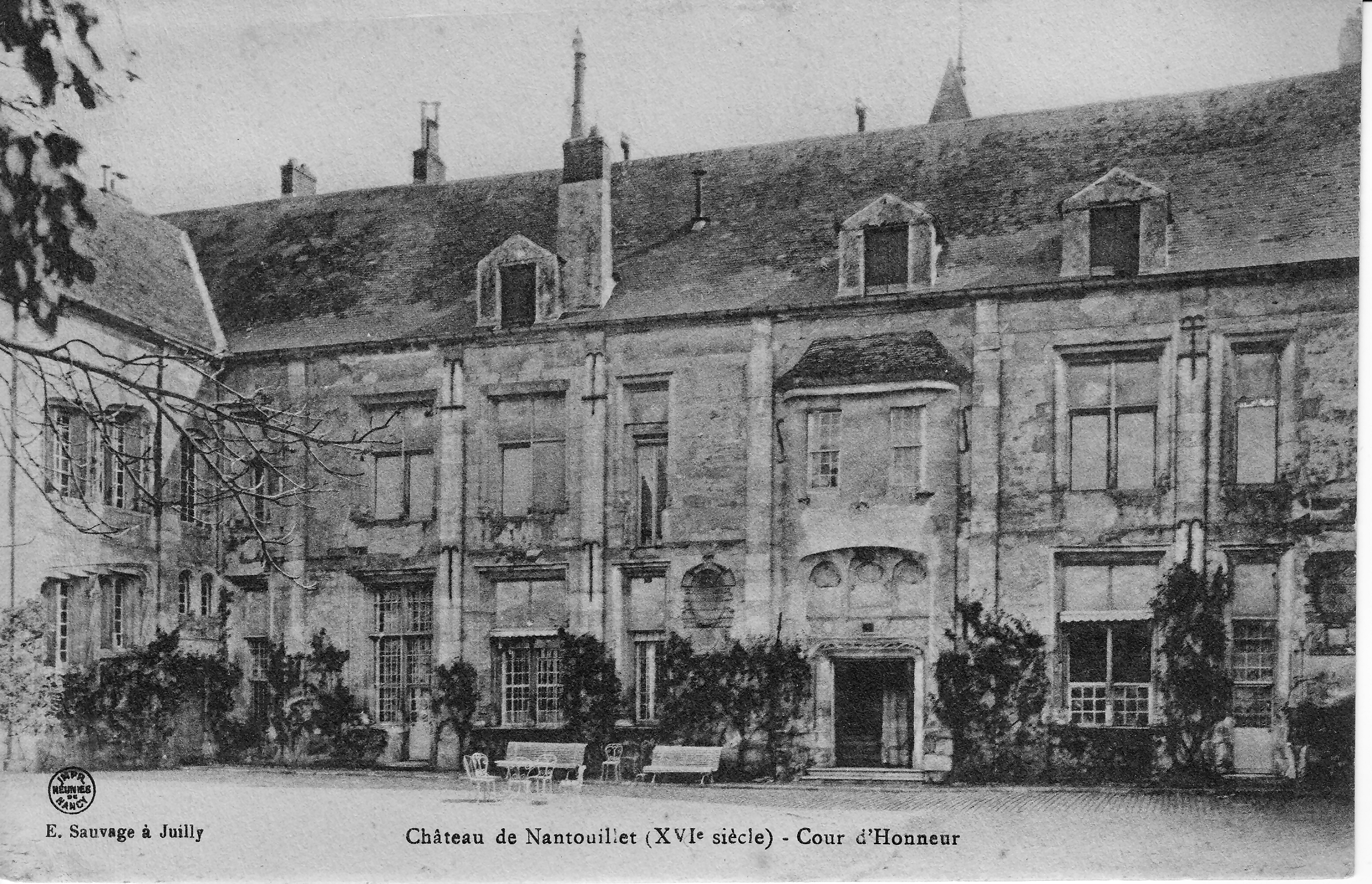
Façade principale (ouest).
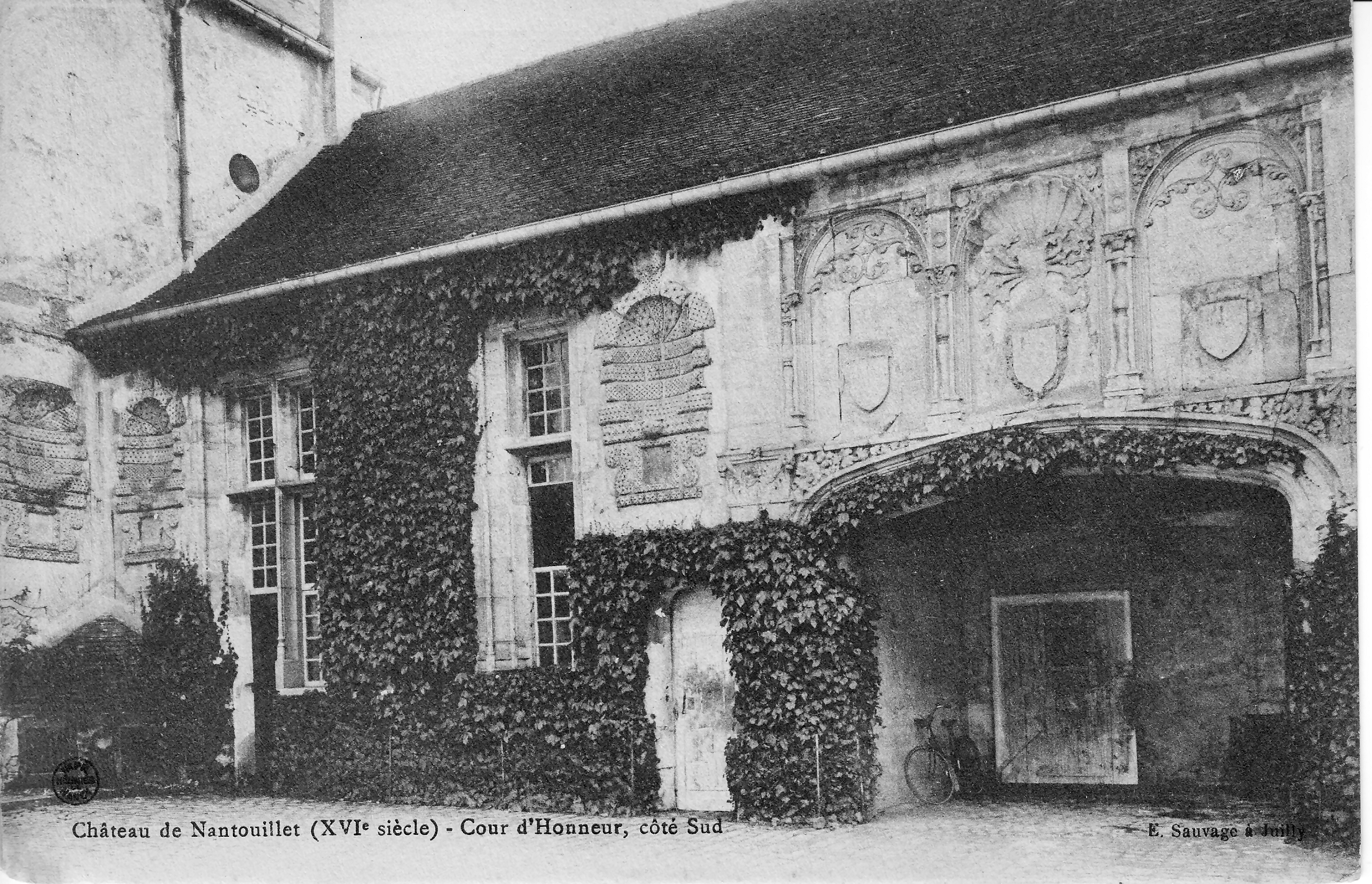
Aile sud.

Le porche, qui débouche sur la cour d'honneur, à cintre surbaissé, dit en anse de panier, est remarquable par sa décoration :
- du côté fossés, « il est couronné de deux dauphins dont les queues relevées se réunissent pour former une fleur de lys ». Au-dessous, un blason, supposé royal à trois fleurs de lys [ou de trèfle] avec à son pied une salamandre ; de part et d'autre de cet écu central, sont représentés deux blasons aux armes effacées[33],[34],[N 10].
- du côté cour, on retrouve au-dessus de ce porche, trois blasons martelés qui vraisemblablement sont les mêmes que ceux vus au sud[N 11].

Dans la cour d'honneur, on accède au logis et à son grand escalier par la porte principale, à deux vantaux, située un peu vers la droite du bâtiment central.

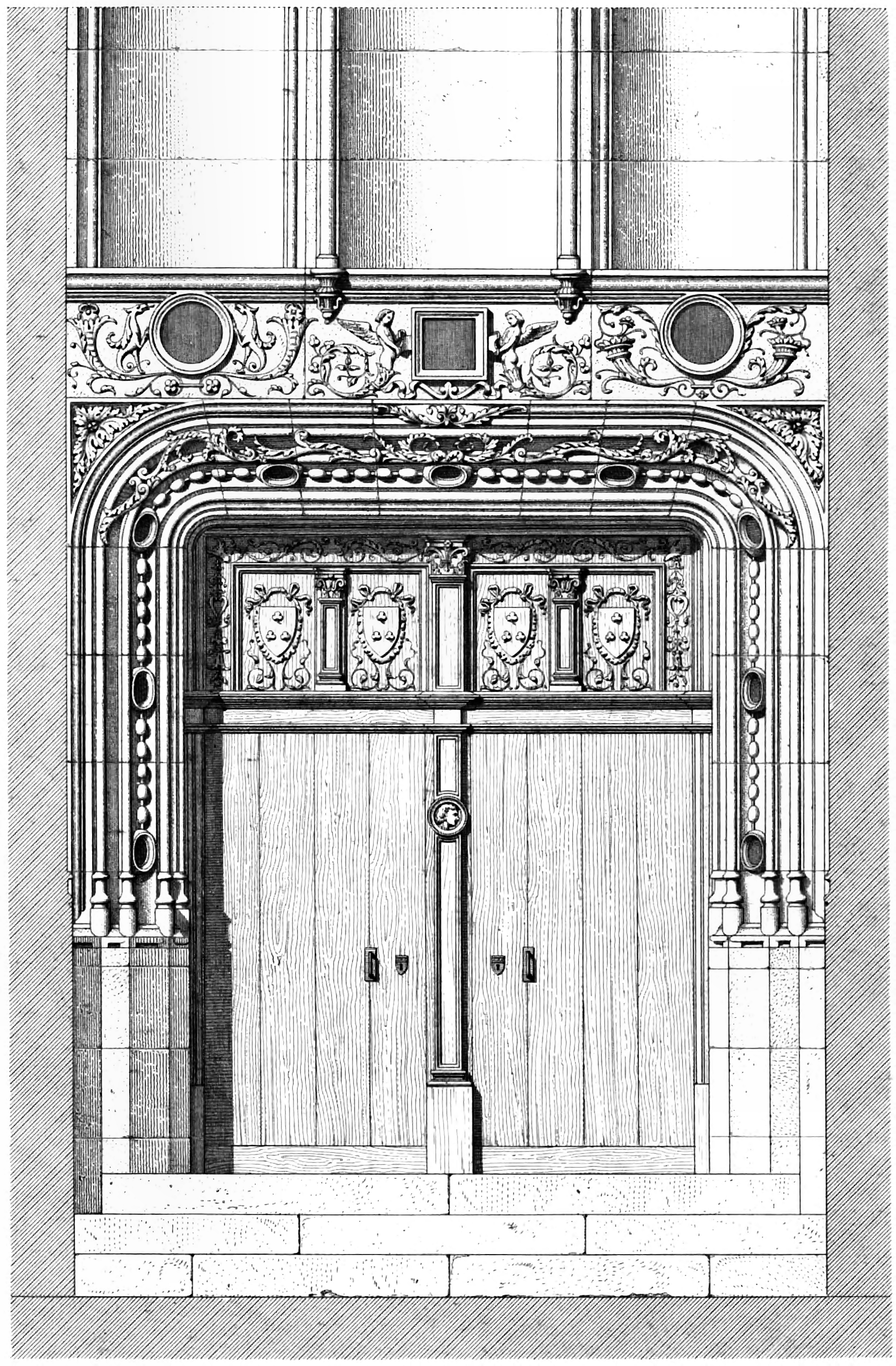
Dessin de la porte principale, 1867.

Richement décorée avec un encadrement à colonnettes, on remarque au-dessus du linteau une frise avec trois médaillons ; ce bandeau est surmonté de trois niches à coquilles aujourd'hui sans statues,,.
Au rez-de-chaussée, on trouve :
- sur la droite de l'entrée, une chambre des bains au plafond en caissons, une garde-robe puis une sommellerie dans l'aile méridionale[38] ;
- sur la gauche, une grande salle, dite « salle des gardes » par Sauvageot, avec une belle cheminée monumentale dont la hotte est parsemée des trèfles de ses armoiries. Au-dessus de l'entablement, trois médaillons ou tondos représentent Jupiter, Mercure et Minerve[39]. C'est dans cette salle que l'on peut lire, sur l'embrasure d'une fenêtre donnant sur les jardins, le millésime 1521. D'autres pièces suivent dans l'enfilade[40].

Le grand escalier permet d'accéder aux appartements et à la chapelle situés à l'étage et, plus haut, aux greniers.
C'est l'un des premiers escaliers construits en pierre, rampe sur rampe, dans la première partie du XVIe siècle ; c'est un chef-d'œuvre de l'architecture flamboyante qui allie « idéal d'élégance et légèreté ».

Le grand escalier, dessins de 1867
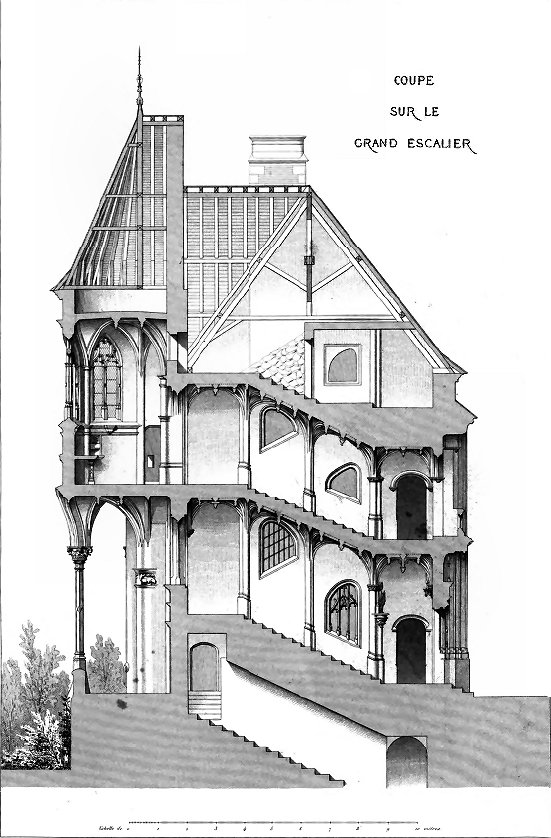
1 - Vue en coupe.
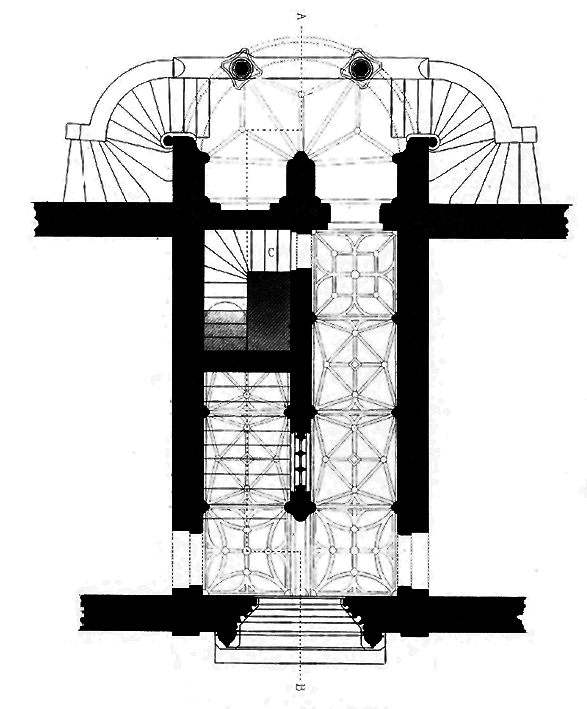
2 - plan du rez-de-chaussée.
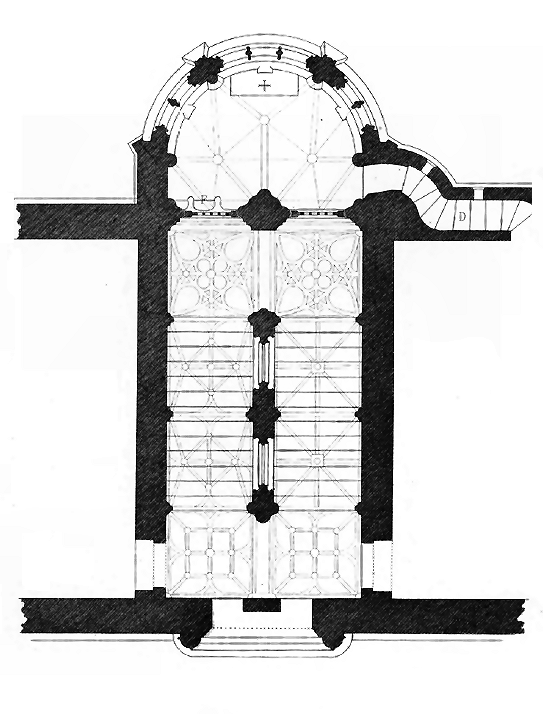
3 - plan du premier étage.
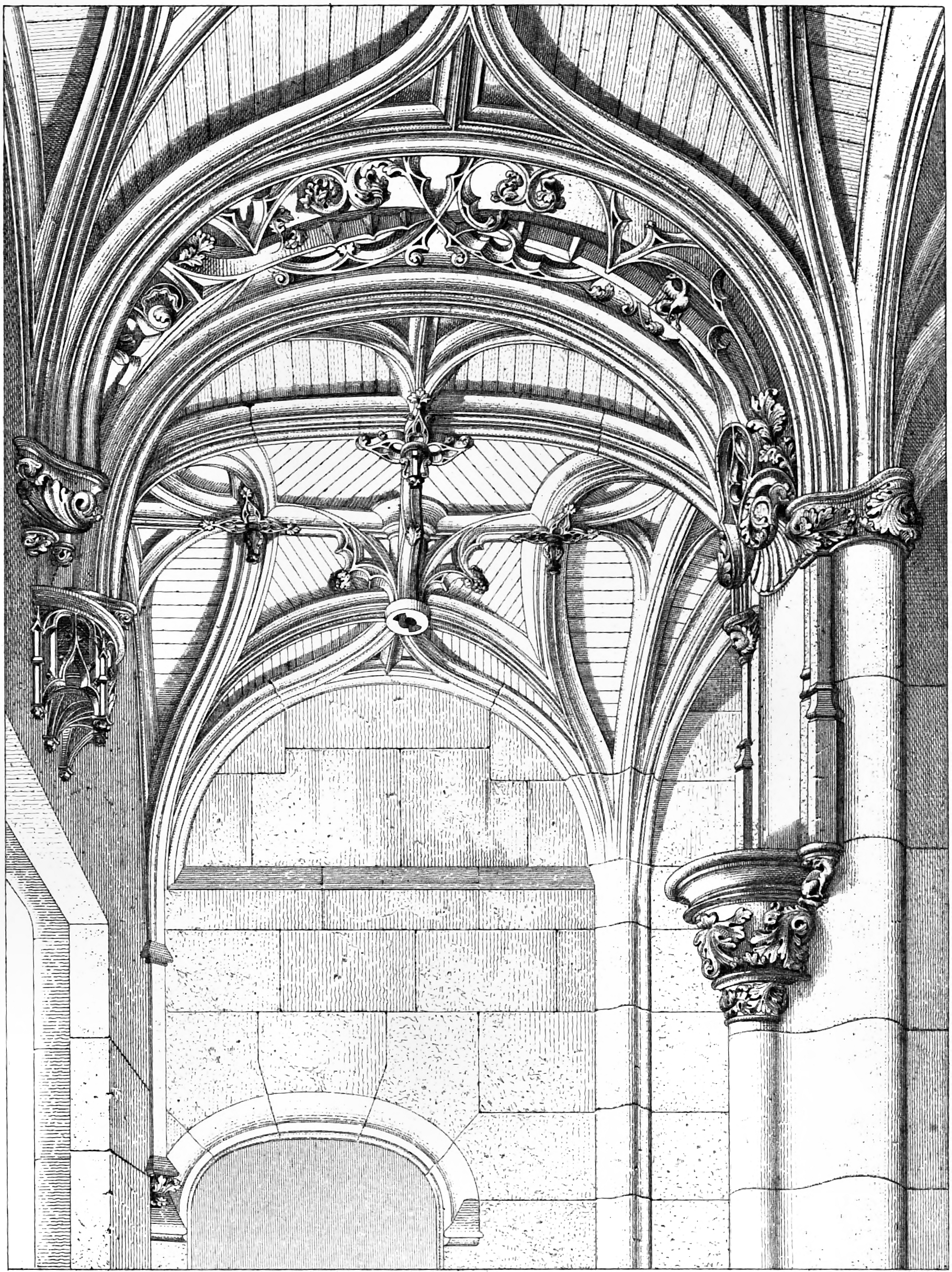
4 - Voussure.

Le premier étage est distribué de la façon suivante :
- en face du grand escalier, se trouve la petite chapelle ou oratoire qui donne à l'est sur les jardins (voir vue 1) ;
- sur la droite, les appartements d'Antoine Duprat avec chambre, garde-robe, cabinet. De la chambre, le maitre des lieux avait accès directement à la chapelle (voir vue 3). Plus loin, sur l'aile sud, on trouvait à ce niveau, une grande galerie allant jusqu'à l'aile du portique. Cet étage de l'aile méridionale n'existe plus ;
- sur la gauche, se suivent une grande salle et l'appartement dit du roi.

L'aile nord du corps de logis est séparé du corps central par un passage menant à la cour du puits. À partir de là, vers la cour des écuries, on trouve successivement :
- un bel escalier à vis menant au premier étage des communs ;
- au rez-de-chaussée, les cuisines et leur garde-manger (à l'arrière de l'escalier à vis) ;
- différentes pièces à usage de lieux de vie (restauration, chambres), sur les deux niveaux du bâtiment[44].

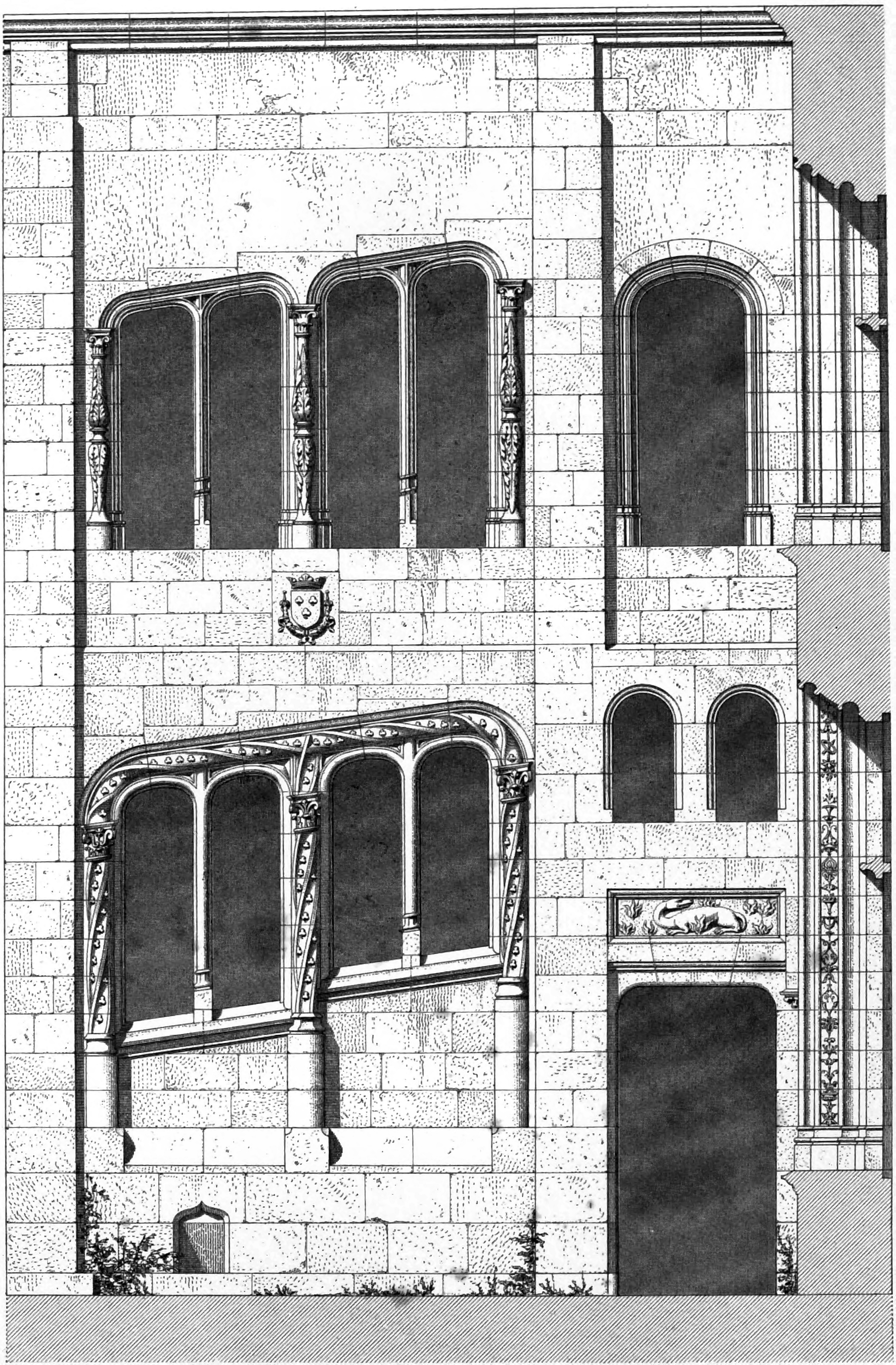
Aile nord, escalier de service.

### La façade vers les jardins
La façade est du corps de logis principal « se distingue surtout par la tourelle si élégante du centre » qui reçoit la chapelle à l'étage.
Les fenêtres de cette tourelle sont de forme ogivale soulignant par là le caractère religieux des lieux.

On peut remarquer sur sa gauche l'applique accrochée qui reçoit l'escalier d'accès direct des appartements à l'oratoire et, plus loin, toujours sur la gauche, la petite tourelle de l'escalier des bains, accolée à la grande tourelle d'angle.

Au rez-de-chaussée, un double perron donne accès au jardin.

Façade est, dessins de C. Sauvageot, 1867
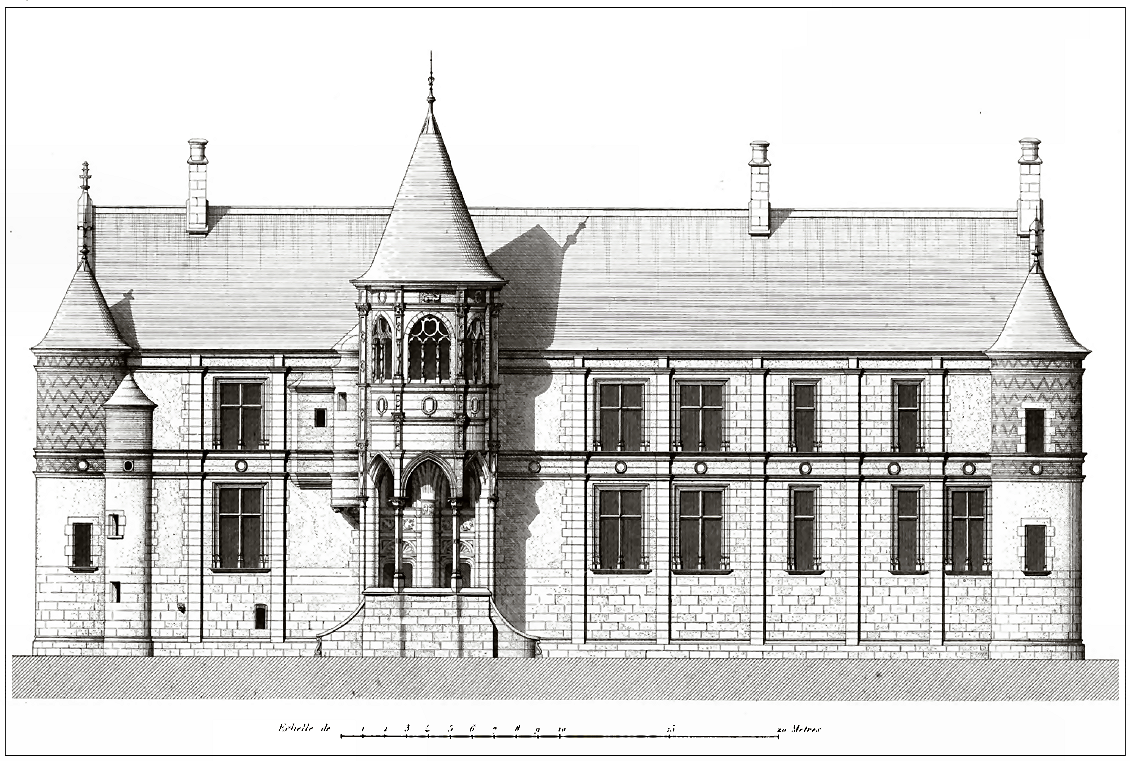
Façade côté jardin ; remarquer les décorations des tourelles d'angles.
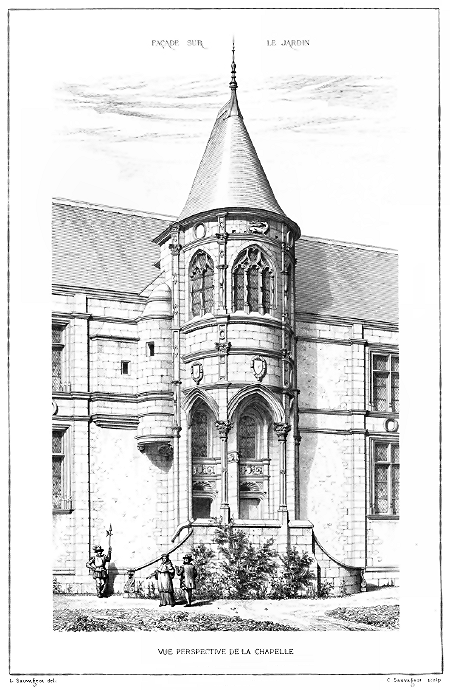
Détail de la tourelle centrale avec sa chapelle.

Le jardin, suspendu, a certainement été remodelé suivant la mode des différentes époques de sa longue existence.

En 1867, on y distingue (au centre ?), un puits ainsi qu'un double chemin de ronde qui entoure les parterres ; des petites tourelles placées aux angles extrêmes du jardin, on pouvait descendre dans les fossés.

En 1898, Melaye souligne que, de la petite tourelle sud jaillissait la fontaine du château.

En 2015, Flaminia Bardati indique qu'un jeu de paume existait dans l'espace du château avant 1588. Son emplacement, suggéré dans les fossés, n'a jamais été repéré.